# Hút mật đuôi chẻ
Hút mật đuôi chẻ, Hút mật đuôi chĩa hay Hút mật đuôi nhọn (danh pháp hai phần: Aethopyga christinae) là một loài chim thuộc Họ Hút mật.
Hút mật đuôi chẻ phân bố Trung Quốc, Hồng Kông, Lào, và Việt Nam. Môi trường sống tự nhiên của nó là rừng đất thấp ẩm cận nhiệt đới hoặc nhiệt đới. Đây là loài dị hình giới tính. Loài chim này xuất hiện trên tem bưu chính được sử dụng phổ biến nhất của Hồng Kông.

## Phân loài

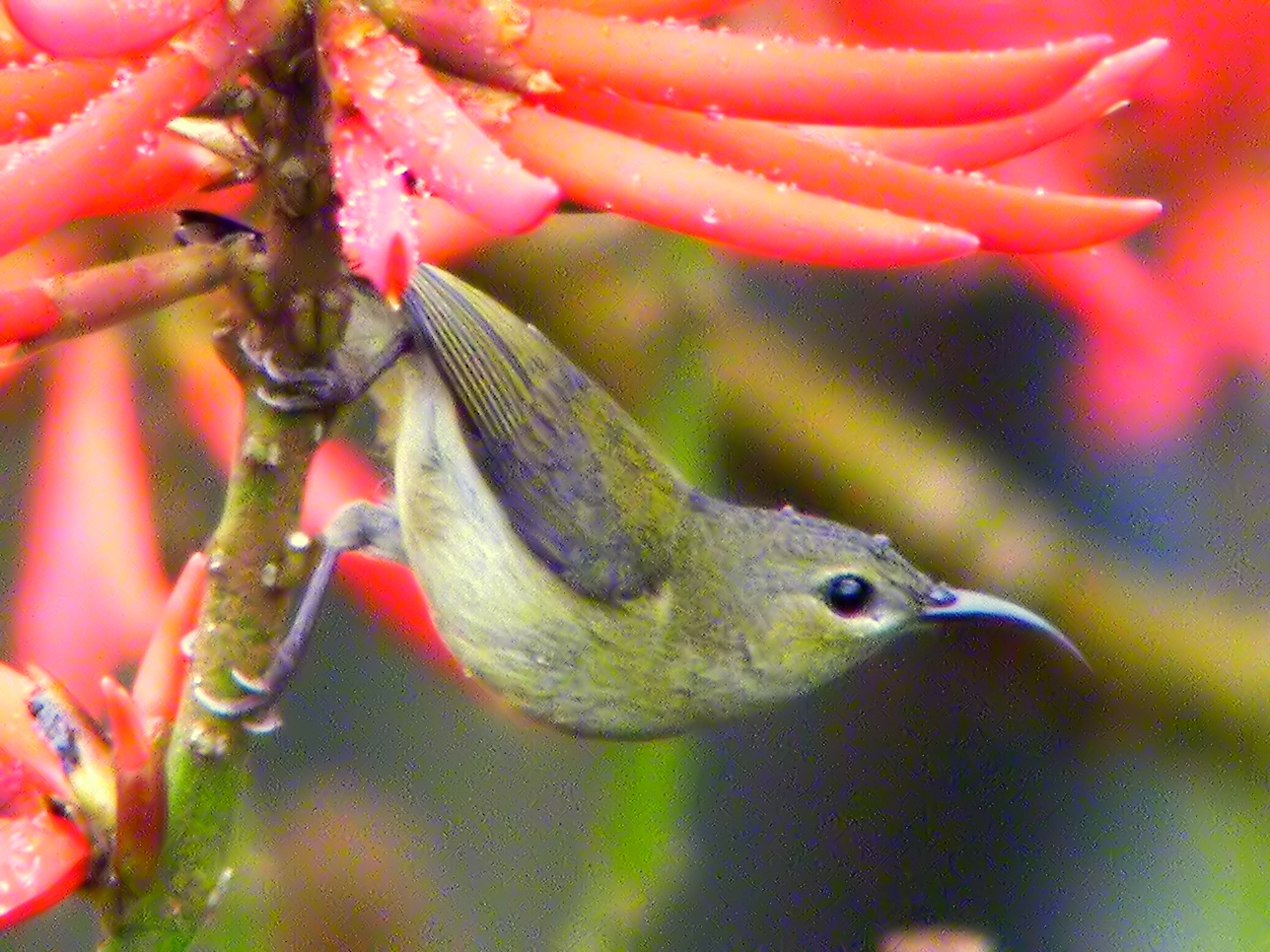
Con mái

- A. c. latouchii: Từ trung Trung Quốc tới trung Đông Dương.
- A. c. sokolovi: Nam Việt Nam.
- A. c. christinae: Hải Nam, Hồng Kông.